# Łyżwiarstwo figurowe na Zimowych Igrzyskach Olimpijskich 2022 – zawody drużynowe
Łyżwiarstwo figurowe na Zimowych Igrzyskach Olimpijskich 2022 – zawody drużynowe – jedna z pięciu konkurencji rozgrywanych w ramach rywalizacji łyżwiarzy figurowych na Zimowych Igrzyskach Olimpijskich 2022, rozgrywana 4, 6 i 7 lutego w hali Capital Indoor Stadium.
8 lutego 2022 roku o godzinie 21 lokalnego czasu miała odbyć się ceremonia medalowa zawodów drużynowych, która ostatecznie została przełożona. Dzień później, 9 lutego 2022 po raz kolejny przełożono jej termin, zaś jako powód opóźnienia Międzynarodowa Unia Łyżwiarska (ISU) wymieniła „problem prawny”. Powodem okazało się możliwe wykrycie okoliczności wpływających na wyniki zawodów tj. stosowania dopingu przez jednego z medalistów. Kilka źródeł wskazało, że wykryto substancję niedozwoloną w jednej z próbek solistki Kamiły Walijewej, co zostało oficjalnie potwierdzone 11 lutego.
W dniu 29 stycznia 2024 roku, Sportowy Sąd Arbitrażowy (CAS) zdyskwalifikował Walijewę na cztery lata z mocą wsteczną do 25 grudnia 2021 roku za naruszenie przepisów antydopingowych. W dniu 30 stycznia 2024 roku ISU przeniosła medale, gdzie drużyna Stanów Zjednoczonych otrzymała złoto, a Japonii srebro, jednocześnie obniżając drużynę ROC do brązu.

## Terminarz
| Data     | Godzina                     | Konkurencja   | Segment          |
| -------- | --------------------------- | ------------- | ---------------- |
| 4 lutego | 9:55 UTC+08:00 / 02:55 CET  | Soliści       | Program krótki   |
| 4 lutego | 11:35 UTC+08:00 / 04:35 CET | Pary taneczne | Taniec rytmiczny |
| 4 lutego | 13:15 UTC+08:00 / 06:15 CET | Pary sportowe | Program krótki   |
| 6 lutego | 9:30 UTC+09:00 / 02:30 CET  | Solistki      | Program krótki   |
| 6 lutego | 11:50 UTC+09:00 / 04:50 CET | Soliści       | Program dowolny  |
| 7 lutego | 9:15 UTC+09:00 / 02:15 CET  | Pary sportowe | Program dowolny  |
| 7 lutego | 10:30 UTC+09:00 / 03:30 CET | Pary taneczne | Taniec dowolny   |
| 7 lutego | 11:35 UTC+09:00 / 04:35 CET | Solistki      | Program dowolny  |

## Składy reprezentacji
Kraje zakwalifikowane do zawodów drużynowych na igrzyskach olimpijskich wystawiły reprezentacje w następującym składzie:
| Reprezentacja               | Soliści                            | Solistki                                | Pary sportowe                                                                  | Pary taneczne                                                          |
| --------------------------- | ---------------------------------- | --------------------------------------- | ------------------------------------------------------------------------------ | ---------------------------------------------------------------------- |
| Chińska Republika Ludowa    | Jin Boyang                         | Zhu Yi                                  | Sui Wenjing / Han Cong (SP) Peng Cheng / Jin Yang (FS)                         | Wang Shiyue / Liu Xinyu                                                |
| Czechy                      | Michal Březina                     | Eliška Březinová                        | Jelizaveta Žuková / Martin Bidař                                               | Natálie Taschlerová / Filip Taschler                                   |
| Gruzja                      | Moris Kwitiełaszwili               | Anastasija Gubanowa                     | Karina Safina / Łuka Bieruława                                                 | Marija Kazakowa / Gieorgij Riewija                                     |
| Japonia                     | Shōma Uno (SP) Yuma Kagiyama (FS)  | Wakaba Higuchi (SP) Kaori Sakamoto (FS) | Riku Miura / Ryuichi Kihara                                                    | Misato Komatsubara / Tim Koleto                                        |
| Kanada                      | Roman Sadovsky                     | Madeline Schizas                        | Kirsten Moore-Towers / Michael Marinaro (SP) Vanessa James / Eric Radford (FS) | Piper Gilles / Paul Poirier                                            |
| Niemcy                      | Paul Fentz                         | Nicole Schott                           | WD                                                                             | Katharina Müller / Tim Dieck                                           |
| Rosyjski Komitet Olimpijski | Mark Kondratiuk                    | Kamiła Walijewa                         | Anastasija Miszyna / Aleksandr Gallamow                                        | Wiktorija Sinicyna / Nikita Kacałapow                                  |
| Stany Zjednoczone           | Nathan Chen (SP) Vincent Zhou (FS) | Karen Chen                              | Alexa Knierim / Brandon Frazier                                                | Madison Hubbell / Zachary Donohue (RD) Madison Chock / Evan Bates (FD) |
| Ukraina                     | WD                                 | Anastasija Szabotowa                    | Sofija Holiczenko / Artem Darenśkij                                            | Ołeksandra Nazarowa / Maksym Nikitin                                   |
| Włochy                      | Daniel Grassl                      | Lara Naki Gutmann                       | Nicole Della Monica / Matteo Guarise                                           | Charlène Guignard / Marco Fabbri                                       |

### Zmiany na listach startowych
| Data          | Konkurencja   | Wycofano                              | Zakwalifikowano | Powód                                 | Źr.   |
| ------------- | ------------- | ------------------------------------- | --------------- | ------------------------------------- | ----- |
| 3 lutego 2022 | Pary sportowe | Minerva Fabienne Hase / Nolan Seegert | —               | Pozytywny test na COVID-19 u Seegerta | [ 5 ] |
| 3 lutego 2022 | Soliści       | Iwan Szmuratko                        | —               | Pozytywny test na COVID-19            | [ 6 ] |

## Rekordy świata
| Rekordy świata (GOE±5) na moment rozpoczęcia zawodów (stan na 4 lutego 2022): | Rekordy świata (GOE±5) na moment rozpoczęcia zawodów (stan na 4 lutego 2022): | Rekordy świata (GOE±5) na moment rozpoczęcia zawodów (stan na 4 lutego 2022): | Rekordy świata (GOE±5) na moment rozpoczęcia zawodów (stan na 4 lutego 2022): | Rekordy świata (GOE±5) na moment rozpoczęcia zawodów (stan na 4 lutego 2022): | Rekordy świata (GOE±5) na moment rozpoczęcia zawodów (stan na 4 lutego 2022): |
| Konkurencja                                                                   | Segment                                                                       | Zawodnicy                                                                     | Punkty                                                                        | Zawody                                                                        | Data                                                                          |
| ----------------------------------------------------------------------------- | ----------------------------------------------------------------------------- | ----------------------------------------------------------------------------- | ----------------------------------------------------------------------------- | ----------------------------------------------------------------------------- | ----------------------------------------------------------------------------- |
| Soliści                                                                       | Nota łączna                                                                   | Nathan Chen                                                                   | 335,30                                                                        | Finał Grand Prix 2019                                                         | 7 grudnia 2019                                                                |
| Soliści                                                                       | Program dowolny                                                               | Nathan Chen                                                                   | 224,92                                                                        | Finał Grand Prix 2019                                                         | 7 grudnia 2019                                                                |
| Soliści                                                                       | Program krótki                                                                | Yuzuru Hanyū                                                                  | 111,82                                                                        | Mistrzostwa czterech kontynentów 2020                                         | 7 lutego 2020                                                                 |
| Solistki                                                                      | Nota łączna                                                                   | Kamiła Walijewa                                                               | 272,71                                                                        | Rostelecom Cup 2021                                                           | 27 listopada 2021                                                             |
| Solistki                                                                      | Program dowolny                                                               | Kamiła Walijewa                                                               | 185,29                                                                        | Rostelecom Cup 2021                                                           | 27 listopada 2021                                                             |
| Solistki                                                                      | Program krótki                                                                | Kamiła Walijewa                                                               | 90,45                                                                         | Mistrzostwa Europy 2022                                                       | 13 stycznia 2022                                                              |
| Pary sportowe                                                                 | Nota łączna                                                                   | Anastasija Miszyna / Aleksandr Gallamow                                       | 239,82                                                                        | Mistrzostwa Europy 2022                                                       | 13 stycznia 2022                                                              |
| Pary sportowe                                                                 | Program dowolny                                                               | Anastasija Miszyna / Aleksandr Gallamow                                       | 157,46                                                                        | Mistrzostwa Europy 2022                                                       | 13 stycznia 2022                                                              |
| Pary sportowe                                                                 | Program krótki                                                                | Anastasija Miszyna / Aleksandr Gallamow                                       | 82,36                                                                         | Mistrzostwa Europy 2022                                                       | 12 stycznia 2022                                                              |
| Pary taneczne                                                                 | Nota łączna                                                                   | Gabriella Papadakis / Guillaume Cizeron                                       | 226,61                                                                        | NHK Trophy 2019                                                               | 23 listopada 2019                                                             |
| Pary taneczne                                                                 | Taniec dowolny                                                                | Gabriella Papadakis / Guillaume Cizeron                                       | 136,58                                                                        | NHK Trophy 2019                                                               | 23 listopada 2019                                                             |
| Pary taneczne                                                                 | Taniec rytmiczny                                                              | Gabriella Papadakis / Guillaume Cizeron                                       | 90,03                                                                         | NHK Trophy 2019                                                               | 22 listopada 2019                                                             |

W trakcie zawodów ustanowiono następujące rekordy świata (GOE±5):
| Konkurencja   | Segment        | Zawodnicy              | Rekord [pkt] | Zmiana o [pkt] | Data          |
| ------------- | -------------- | ---------------------- | ------------ | -------------- | ------------- |
| Pary sportowe | Program krótki | Sui Wenjing / Han Cong | 82,83        | (+0,47)        | 4 lutego 2022 |

## Wyniki

### Program krótki / Taniec rytmiczny

#### Soliści
| Poz. | Zawodnik             | Reprezentacja               | TSS    | Elementy oceny | Elementy oceny | Elementy oceny | Elementy oceny | Elementy oceny | Elementy oceny | Elementy oceny | Elementy oceny | Nbr. | Pts. |   |    |
| Poz. | Zawodnik             | Reprezentacja               | TSS    | TES            | PCS            | SS             | TR             | PE             | CH             | IN             | Ded            | Nbr. | Pts. |   |    |
| ---- | -------------------- | --------------------------- | ------ | -------------- | -------------- | -------------- | -------------- | -------------- | -------------- | -------------- | -------------- | ---- | ---- | - | -- |
| 1    | Nathan Chen          | Stany Zjednoczone           | 111,71 | 63,85          | 47,86          | 9,54           | 9,39           | 9,64           | 9,61           | 9,68           | 0,00           | Nbr. | Pts. | 8 | 10 |
| 2    | Shōma Uno            | Japonia                     | 105,46 | 58,89          | 46,57          | 9,43           | 9,07           | 9,39           | 9,32           | 9,36           | 0,00           | Nbr. | Pts. | 6 | 9  |
| 3    | Mark Kondratiuk      | Rosyjski Komitet Olimpijski | 95,81  | 52,81          | 43,00          | 8,57           | 8,29           | 8,64           | 8,75           | 8,75           | 0,00           | Nbr. | Pts. | 5 | 8  |
| 4    | Moris Kwitiełaszwili | Gruzja                      | 92,37  | 50,63          | 41,74          | 8,39           | 8,21           | 8,43           | 8,39           | 8,32           | 0,00           | Nbr. | Pts. | 7 | 7  |
| 5    | Daniel Grassl        | Włochy                      | 88,10  | 47,18          | 40,92          | 8,18           | 8,00           | 8,21           | 8,32           | 8,21           | 0,00           | Nbr. | Pts. | 9 | 6  |
| 6    | Jin Boyang           | Chińska Republika Ludowa    | 82,87  | 43,91          | 39,96          | 8,21           | 7,71           | 7,89           | 8,11           | 8,04           | 1,00           | Nbr. | Pts. | 4 | 5  |
| 7    | Michal Březina       | Czechy                      | 76,77  | 36,63          | 40,14          | 8,21           | 7,75           | 8,00           | 8,11           | 8,07           | 0,00           | Nbr. | Pts. | 3 | 4  |
| 8    | Roman Sadovsky       | Kanada                      | 71,06  | 32,27          | 38,79          | 7,79           | 7,64           | 7,61           | 7,86           | 7,89           | 0,00           | 2    | Pts. | 3 |    |
| 9    | Paul Fentz           | Niemcy                      | 68,64  | 33,43          | 35,21          | 7,21           | 6,89           | 6,93           | 7,18           | 7,00           | 0,00           | 1    | 2    |   |    |
| WD   | Iwan Szmuratko       | Ukraina                     | DNS    | DNS            | DNS            | DNS            | DNS            | DNS            | DNS            | DNS            | DNS            | DNS  | 0    |   |    |

#### Pary taneczne
| Poz. | Zawodnicy                             | Reprezentacja               | TSS   | Elementy oceny | Elementy oceny | Elementy oceny | Elementy oceny | Elementy oceny | Elementy oceny | Elementy oceny | Elementy oceny | Nbr. | Pts. |    |    |
| Poz. | Zawodnicy                             | Reprezentacja               | TSS   | TES            | PCS            | SS             | TR             | PE             | CH             | IN             | Ded            | Nbr. | Pts. |    |    |
| ---- | ------------------------------------- | --------------------------- | ----- | -------------- | -------------- | -------------- | -------------- | -------------- | -------------- | -------------- | -------------- | ---- | ---- | -- | -- |
| 1    | Madison Hubbell / Zachary Donohue     | Stany Zjednoczone           | 86,56 | 48,50          | 38,06          | 9,50           | 9,32           | 9,57           | 9,54           | 9,64           | 0,00           | Nbr. | Pts. | 7  | 10 |
| 2    | Wiktorija Sinicyna / Nikita Kacałapow | Rosyjski Komitet Olimpijski | 85,05 | 46,92          | 38,13          | 9,50           | 9,46           | 9,43           | 9,64           | 9,64           | 0,00           | Nbr. | Pts. | 10 | 9  |
| 3    | Charlène Guignard / Marco Fabbri      | Włochy                      | 83,83 | 47,12          | 36,71          | 9,14           | 9,04           | 9,29           | 9,21           | 9,21           | 0,00           | Nbr. | Pts. | 9  | 8  |
| 4    | Piper Gilles / Paul Poirier           | Kanada                      | 82,72 | 45,47          | 37,25          | 9,25           | 9,11           | 9,43           | 9,39           | 9,39           | 0,00           | Nbr. | Pts. | 8  | 7  |
| 5    | Wang Shiyue / Liu Xinyu               | Chińska Republika Ludowa    | 74,66 | 41,66          | 33,00          | 8,25           | 8,07           | 8,39           | 8,21           | 8,32           | 0,00           | Nbr. | Pts. | 6  | 6  |
| 6    | Natálie Taschlerová / Filip Taschler  | Czechy                      | 68,99 | 38,68          | 30,31          | 7,54           | 7,36           | 7,68           | 7,64           | 7,68           | 0,00           | Nbr. | Pts. | 2  | 5  |
| 7    | Misato Komatsubara / Tim Koleto       | Japonia                     | 66,54 | 37,15          | 29,39          | 7,32           | 7,18           | 7,39           | 7,39           | 7,46           | 0,00           | Nbr. | Pts. | 1  | 4  |
| 8    | Marija Kazakowa / Gieorgij Riewija    | Gruzja                      | 64,60 | 35,00          | 29,60          | 7,36           | 7,21           | 7,50           | 7,46           | 7,46           | 0,00           | 4    | Pts. | 3  |    |
| 9    | Ołeksandra Nazarowa / Maksym Nikitin  | Ukraina                     | 64,08 | 34,16          | 29,92          | 7,50           | 7,36           | 7,54           | 7,43           | 7,57           | 0,00           | 5    | 2    |    |    |
| 10   | Katharina Müller / Tim Dieck          | Niemcy                      | 63,21 | 33,53          | 29,69          | 7,36           | 7,25           | 7,46           | 7,54           | 7,50           | 0,00           | 3    | 1    |    |    |

#### Pary sportowe
| Poz. | Zawodnik                                | Reprezentacja               | TSS      | Elementy oceny | Elementy oceny | Elementy oceny | Elementy oceny | Elementy oceny | Elementy oceny | Elementy oceny | Elementy oceny | Nbr. | Pts. |   |    |
| Poz. | Zawodnik                                | Reprezentacja               | TSS      | TES            | PCS            | SS             | TR             | PE             | CH             | IN             | Ded            | Nbr. | Pts. |   |    |
| ---- | --------------------------------------- | --------------------------- | -------- | -------------- | -------------- | -------------- | -------------- | -------------- | -------------- | -------------- | -------------- | ---- | ---- | - | -- |
| 1    | Sui Wenjing / Han Cong                  | Chińska Republika Ludowa    | 82,83 WR | 44,97          | 37,86          | 9,36           | 9,25           | 9,64           | 9,54           | 9,54           | 0,00           | Nbr. | Pts. | 8 | 10 |
| 2    | Anastasija Miszyna / Aleksandr Gallamow | Rosyjski Komitet Olimpijski | 82,64    | 45,22          | 37,42          | 9,25           | 9,21           | 9,46           | 9,43           | 9,43           | 0,00           | Nbr. | Pts. | 9 | 9  |
| 3    | Alexa Knierim / Brandon Frazier         | Stany Zjednoczone           | 75,00    | 41,02          | 33,98          | 8,36           | 8,39           | 8,61           | 8,54           | 8,57           | 0,00           | Nbr. | Pts. | 4 | 8  |
| 4    | Riku Miura / Ryuichi Kihara             | Japonia                     | 74,45    | 39,83          | 34,62          | 8,68           | 8,64           | 8,68           | 8,75           | 8,54           | 0,00           | Nbr. | Pts. | 5 | 7  |
| 5    | Kirsten Moore-Towers / Michael Marinaro | Kanada                      | 67,34    | 34,06          | 33,28          | 8,29           | 8,18           | 8,25           | 8,43           | 8,46           | 0,00           | Nbr. | Pts. | 7 | 6  |
| 6    | Karina Safina / Łuka Bieruława          | Gruzja                      | 64,79    | 35,59          | 29,20          | 7,39           | 7,21           | 7,32           | 7,29           | 7,29           | 0,00           | Nbr. | Pts. | 3 | 5  |
| 7    | Nicole Della Monica / Matteo Guarise    | Włochy                      | 60,30    | 30,75          | 30,55          | 7,82           | 7,50           | 7,29           | 7,86           | 7,71           | –1,00          | Nbr. | Pts. | 6 | 4  |
| 8    | Jelizaveta Žuková / Martin Bidař        | Czechy                      | 56,70    | 30,01          | 27,69          | 7,07           | 6,71           | 6,71           | 7,07           | 7,04           | –1,00          | 2    | Pts. | 3 |    |
| 9    | Sofija Holiczenko / Artem Darenśkij     | Ukraina                     | 53,65    | 28,23          | 25,42          | 6,39           | 6,18           | 6,29           | 6,64           | 6,29           | 0,00           | 1    | 2    |   |    |
| WD   | Minerva Fabienne Hase / Nolan Seegert   | Niemcy                      | DNS      | DNS            | DNS            | DNS            | DNS            | DNS            | DNS            | DNS            | DNS            | DNS  | 0    |   |    |

#### Solistki
| Poz. | Zawodniczka          | Reprezentacja               | TSS   | Elementy oceny | Elementy oceny | Elementy oceny | Elementy oceny | Elementy oceny | Elementy oceny | Elementy oceny | Elementy oceny | Nbr. | Pts. |    |    |
| Poz. | Zawodniczka          | Reprezentacja               | TSS   | TES            | PCS            | SS             | TR             | PE             | CH             | IN             | Ded            | Nbr. | Pts. |    |    |
| ---- | -------------------- | --------------------------- | ----- | -------------- | -------------- | -------------- | -------------- | -------------- | -------------- | -------------- | -------------- | ---- | ---- | -- | -- |
| DSQ  | Kamiła Walijewa      | Rosyjski Komitet Olimpijski | 90,18 | 51,67          | 38,51          | 9,46           | 9,43           | 9,82           | 9,71           | 9,71           | 0,00           | Nbr. | Pts. | 10 | 10 |
| 2    | Wakaba Higuchi       | Japonia                     | 74,73 | 40,54          | 34,19          | 8,61           | 8,32           | 8,57           | 8,61           | 8,61           | 0,00           | Nbr. | Pts. | 8  | 9  |
| 3    | Madeline Schizas     | Kanada                      | 69,60 | 37,56          | 32,04          | 7,86           | 7,79           | 8,25           | 8,04           | 8,11           | 0,00           | Nbr. | Pts. | 6  | 8  |
| 4    | Anastasija Gubanowa  | Gruzja                      | 67,56 | 36,90          | 30,66          | 7,71           | 7,39           | 7,75           | 7,61           | 7,86           | 0,00           | Nbr. | Pts. | 4  | 7  |
| 5    | Karen Chen           | Stany Zjednoczone           | 65,20 | 32,72          | 33,48          | 8,39           | 8,21           | 8,21           | 8,46           | 8,57           | 1,00           | Nbr. | Pts. | 9  | 6  |
| 6    | Nicole Schott        | Niemcy                      | 62,66 | 32,52          | 30,14          | 7,50           | 7,39           | 7,61           | 7,54           | 7,64           | 0,00           | Nbr. | Pts. | 7  | 5  |
| 7    | Anastasija Szabotowa | Ukraina                     | 62,49 | 35,63          | 26,86          | 6,68           | 6,50           | 6,79           | 6,82           | 6,79           | 0,00           | Nbr. | Pts. | 2  | 4  |
| 8    | Eliška Březinová     | Czechy                      | 61,05 | 33,97          | 27,08          | 6,79           | 6,50           | 7,00           | 6,64           | 6,93           | 0,00           | 3    | Pts. | 3  |    |
| 9    | Lara Naki Gutmann    | Włochy                      | 58,52 | 30,78          | 27,74          | 6,79           | 6,93           | 7,00           | 6,96           | 7,00           | 0,00           | 5    | 2    |    |    |
| 10   | Zhu Yi               | Chińska Republika Ludowa    | 47,03 | 22,34          | 25,69          | 6,57           | 6,46           | 6,07           | 6,64           | 6,36           | 1,00           | 1    | 1    |    |    |

### Program dowolny / Taniec dowolny

#### Soliści
| Poz. | Zawodnik        | Reprezentacja               | TSS    | Elementy oceny | Elementy oceny | Elementy oceny | Elementy oceny | Elementy oceny | Elementy oceny | Elementy oceny | Elementy oceny | Nbr. | Pts. |   |    |
| Poz. | Zawodnik        | Reprezentacja               | TSS    | TES            | PCS            | SS             | TR             | PE             | CH             | IN             | Ded            | Nbr. | Pts. |   |    |
| ---- | --------------- | --------------------------- | ------ | -------------- | -------------- | -------------- | -------------- | -------------- | -------------- | -------------- | -------------- | ---- | ---- | - | -- |
| 1    | Yuma Kagiyama   | Japonia                     | 208,94 | 116,50         | 92,44          | 9,29           | 9,00           | 9,43           | 9,25           | 9,25           | 0,00           | Nbr. | Pts. | 4 | 10 |
| 2    | Mark Kondratiuk | Rosyjski Komitet Olimpijski | 181,65 | 95,09          | 86,56          | 8,75           | 8,39           | 8,75           | 8,68           | 8,71           | 0,00           | Nbr. | Pts. | 3 | 9  |
| 3    | Vincent Zhou    | Stany Zjednoczone           | 171,44 | 85,24          | 86,20          | 8,71           | 8,46           | 8,54           | 8,75           | 8,64           | 0,00           | Nbr. | Pts. | 5 | 8  |
| 4    | Jin Boyang      | Chińska Republika Ludowa    | 155,04 | 78,26          | 76,78          | 7,93           | 7,32           | 7,75           | 7,75           | 7,64           | 0,00           | Nbr. | Pts. | 2 | 7  |
| 5    | Roman Sadovsky  | Kanada                      | 122,60 | 50,10          | 74,50          | 7,57           | 7,36           | 7,14           | 7,68           | 7,50           | 2,00           | Nbr. | Pts. | 1 | 6  |

#### Pary sportowe
| Poz. | Zawodnicy                               | Reprezentacja               | TSS    | Elementy oceny | Elementy oceny | Elementy oceny | Elementy oceny | Elementy oceny | Elementy oceny | Elementy oceny | Elementy oceny | Nbr. | Pts. |   |    |
| Poz. | Zawodnicy                               | Reprezentacja               | TSS    | TES            | PCS            | SS             | TR             | PE             | CH             | IN             | Ded            | Nbr. | Pts. |   |    |
| ---- | --------------------------------------- | --------------------------- | ------ | -------------- | -------------- | -------------- | -------------- | -------------- | -------------- | -------------- | -------------- | ---- | ---- | - | -- |
| 1    | Anastasija Miszyna / Aleksandr Gallamow | Rosyjski Komitet Olimpijski | 145,20 | 74,97          | 72,23          | 9,07           | 9,04           | 8,75           | 9,25           | 9,04           | 2,00           | Nbr. | Pts. | 4 | 10 |
| 2    | Riku Miura / Ryuichi Kihara             | Japonia                     | 139,60 | 70,11          | 69,49          | 8,68           | 8,64           | 8,86           | 8,68           | 8,57           | 0,00           | Nbr. | Pts. | 2 | 9  |
| 3    | Peng Cheng / Jin Yang                   | Chińska Republika Ludowa    | 131,75 | 63,35          | 68,40          | 8,54           | 8,43           | 8,46           | 8,75           | 8,57           | 0,00           | Nbr. | Pts. | 5 | 8  |
| 4    | Vanessa James / Eric Radford            | Kanada                      | 130,07 | 64,46          | 65,61          | 8,11           | 8,04           | 8,32           | 8,25           | 8,29           | 0,00           | Nbr. | Pts. | 1 | 7  |
| 5    | Alexa Knierim / Brandon Frazier         | Stany Zjednoczone           | 128,97 | 62,74          | 66,23          | 8,36           | 8,21           | 8,11           | 8,39           | 8,32           | 0,00           | Nbr. | Pts. | 3 | 6  |

#### Pary taneczne
| Poz. | Zawodnicy                             | Reprezentacja               | TSS    | Elementy oceny | Elementy oceny | Elementy oceny | Elementy oceny | Elementy oceny | Elementy oceny | Elementy oceny | Elementy oceny | Nbr. | Pts. |   |    |
| Poz. | Zawodnicy                             | Reprezentacja               | TSS    | TES            | PCS            | SS             | TR             | PE             | CH             | IN             | Ded            | Nbr. | Pts. |   |    |
| ---- | ------------------------------------- | --------------------------- | ------ | -------------- | -------------- | -------------- | -------------- | -------------- | -------------- | -------------- | -------------- | ---- | ---- | - | -- |
| 1    | Madison Chock / Evan Bates            | Stany Zjednoczone           | 129,07 | 71,81          | 57,26          | 9,43           | 9,29           | 9,64           | 9,71           | 9,64           | 0,00           | Nbr. | Pts. | 5 | 10 |
| 2    | Wiktorija Sinicyna / Nikita Kacałapow | Rosyjski Komitet Olimpijski | 128,17 | 71,42          | 57,75          | 9,61           | 9,46           | 9,71           | 9,64           | 9,71           | 1,00           | Nbr. | Pts. | 4 | 9  |
| 3    | Piper Gilles / Paul Poirier           | Kanada                      | 124,39 | 68,73          | 55,66          | 9,21           | 9,11           | 9,32           | 9,36           | 9,38           | 0,00           | Nbr. | Pts. | 3 | 8  |
| 4    | Wang Shiyue / Liu Xinyu               | Chińska Republika Ludowa    | 107,18 | 57,41          | 49,77          | 8,29           | 8,14           | 8,36           | 8,39           | 8,29           | 0,00           | Nbr. | Pts. | 2 | 7  |
| 5    | Misato Komatsubara / Tim Koleto       | Japonia                     | 98,66  | 54,29          | 44,37          | 7,36           | 7,25           | 7,43           | 7,54           | 7,39           | 0,00           | Nbr. | Pts. | 1 | 6  |

#### Solistki
| Poz. | Zawodniczka      | Reprezentacja               | TSS    | Elementy oceny | Elementy oceny | Elementy oceny | Elementy oceny | Elementy oceny | Elementy oceny | Elementy oceny | Elementy oceny | Nbr. | Pts. |   |    |
| Poz. | Zawodniczka      | Reprezentacja               | TSS    | TES            | PCS            | SS             | TR             | PE             | CH             | IN             | Ded            | Nbr. | Pts. |   |    |
| ---- | ---------------- | --------------------------- | ------ | -------------- | -------------- | -------------- | -------------- | -------------- | -------------- | -------------- | -------------- | ---- | ---- | - | -- |
| DSQ  | Kamiła Walijewa  | Rosyjski Komitet Olimpijski | 178,92 | 105,25         | 74,67          | 9,39           | 9,21           | 9,32           | 9,50           | 9,25           | 1,00           | Nbr. | Pts. | 5 | 10 |
| 2    | Kaori Sakamoto   | Japonia                     | 148,66 | 76,93          | 71,73          | 9,11           | 8,79           | 9,04           | 8,93           | 8,96           | 0,00           | Nbr. | Pts. | 4 | 9  |
| 3    | Madeline Schizas | Kanada                      | 132,04 | 67,53          | 64,51          | 8,00           | 7,86           | 8,14           | 8,18           | 8,14           | 0,00           | Nbr. | Pts. | 3 | 8  |
| 4    | Karen Chen       | Stany Zjednoczone           | 131,52 | 65,68          | 65,84          | 8,25           | 7,96           | 8,29           | 8,29           | 8,36           | 0,00           | Nbr. | Pts. | 2 | 7  |
| 5    | Zhu Yi           | Chińska Republika Ludowa    | 91,41  | 42,79          | 50,62          | 6,54           | 6,21           | 6,07           | 6,57           | 6,25           | 2,00           | Nbr. | Pts. | 1 | 6  |

### Klasyfikacja końcowa
Ze względu na potwierdzenie dopingu u Rosjanki Kamiły Walijewej, zgodnie z orzeczeniem Sądu Arbitrażowego ds. Sportu, Międzynarodowy Komitet Olimpijski ogłosił 14 lutego, że ceremonia medalowa zawodów drużynowych, gdzie Walijewa pierwotnie zdobyła złoto z drużyną Rosyjskiego Komitetu Olimpijskiego została odroczona tj. medale nie zostały wręczone podczas trwania igrzysk w Pekinie. Sprawa ma być badana przez co pierwotne wyniki nie zostały oficjalnie potwierdzone.
| Poz. | Reprezentacja               | M–SP | D–RD | P–SP | L–SP | M–FS | P–FS | D–FD | L–FS | Pts. |
| ---- | --------------------------- | ---- | ---- | ---- | ---- | ---- | ---- | ---- | ---- | ---- |
| 01 ! | Stany Zjednoczone           | 10   | 10   | 8    | 6    | 8    | 6    | 10   | 7    | 65   |
| 02 ! | Japonia                     | 9    | 4    | 7    | 9    | 10   | 9    | 6    | 9    | 63   |
| 03 ! | Rosyjski Komitet Olimpijski | 8    | 9    | 9    | DSQ  | 9    | 10   | 9    | DSQ  | 54   |
| 4    | Kanada                      | 3    | 7    | 6    | 8    | 6    | 7    | 8    | 8    | 53   |
| 5    | Chińska Republika Ludowa    | 5    | 6    | 10   | 1    | 7    | 8    | 7    | 6    | 50   |
| 6    | Gruzja                      | 7    | 3    | 5    | 7    | NQ   | NQ   | NQ   | NQ   | 22   |
| 7    | Włochy                      | 6    | 8    | 4    | 2    | NQ   | NQ   | NQ   | NQ   | 20   |
| 8    | Czechy                      | 4    | 5    | 3    | 3    | NQ   | NQ   | NQ   | NQ   | 15   |
| 9    | Niemcy                      | 2    | 1    | 0    | 5    | NQ   | NQ   | NQ   | NQ   | 3    |
| 10   | Ukraina                     | 0    | 2    | 2    | 4    | NQ   | NQ   | NQ   | NQ   | 4    |